# كجيران
كجيران هي قرية في مقاطعة ساوجبلاغ، إيران. يقدر عدد سكانها بـ 189 نسمة بحسب إحصاء 2016.